# Ител ап Артуир
Ител ап Артуир (валл. Ithel ap Arthwyr; умер в 848) — король Гвента (810—848).

## Биография
Ител был сыном Артуира, которому он наследовал и быть может правил одновременно со своим двоюродным братом Идваллоном. В начале его правления, между 815 и 825 годами, произошла битва его родственника Артфаела с англосаксами возле церкви в Роате, около современного Кардиффа, в которой англо-саксы были побеждены, а Артфаел погиб.
По Гвентианской Хронике, в 831 году, саксы Мерсии пришли ночью и сожгли монастырь в Сенгениде, который стоял на том месте, на котором теперь стоит замок. Оттуда они двинулись к замку Треода (находится рядом с Бирчгроув) и сожгли его, после чего ушли за Северн, с большим количеством украденного имущества. После чего был мир между Гвентом и Гламорганом, с одной стороны и Мерсией, с другой стороны.
Согласно «Анналам Камбрии» в 842 году Идваллон умер, и Ител стал править единолично.
Примерно в 844 году происходит битва при Ферилуге, «между Уай и Северном», хотя неизвестно, кто командует валлийскими войсками. На этот раз победу одерживают валллийцы, ещё одна битва происходит на том же месте примерно два года спустя и заканчивается ничьей.
Согласно им же, а также «Хронике Принцев» в 848 году Ител был убит в битве при Финнанте Брихейниогцами, с Элиседом во главе. Это вызвало в дальнейшем вражду по отношению к Брихейниогу, со стороны Хивела. А в следующем году, согласно тем же Анналам и Хроникам, был убит саксами, его сын, Меуриг. Им наследовал Меуриг ап Артфаел.
Согласно же Гвентианской Хронике, Ител и Меуриг были братьями и сыновьями Хивела, и они помогали королю Родри Великому Гвинеддскому против вторжений Беохтвульфа, правителя Мерсии и его брата «Этельвульфа». Согласно Анналам Камбрии и Хронике Принцев, смерть Итела предшествовала Меуригу, согласно Гвентианской Хронике, его смерть(843/844) последовала за Меуригом(843). Однако оба источника согласны с тем, что гибель Итела была вызвана предательством мужчин из Брихейниога. Деяние было настолько печально известным, что измена Брихейниогцев стала пословицей в средневековом Уэльсе. Хроника помещает смерть Итела около 843 года; Реконструкция Филлимора в датировке смерти, соответствует датировке из Анналов Камбрии.